# Lineodes vulnifica
Lineodes vulnifica is een vlinder uit de familie van de grasmotten (Crambidae), uit de onderfamilie van de Spilomelinae. De wetenschappelijke naam van deze soort is voor het eerst gepubliceerd in 1913 door Harrison Gray Dyar Jr..
De soort komt voor in de Verenigde Staten (Texas) en Frans-Guyana.